# Musarrif ad-Daula
Musarrif ad-Daula (tudományos átiratban Mušarrif ad-Dawla, arab betűkkel مشرف الدولة), eredeti nevén Abu Ali Haszan (tudományos átiratban Abū ʿAlī Ḥasan, arab betűkkel أبو علي حسن; Siráz?, 1003 – Bagdad?, 1025 májusa) a dajlami származású Buvajhidák dinasztiájának tagja, főemír és Irak uralkodója volt királyi címmel.
Bahá ad-Daula legkisebb fiát 1021-ben a bagdadi török hadsereg nyomására volt kénytelen elismerni fivére, a Fárszot is uraló Szultán ad-Daula Mezopotámia urának az újonnan kreált „Irak királya” címmel. A Musarrif ad-Daula („a dinasztia megtisztelője”) tiszteleti névvel kitüntetett uralkodó rövidesen háborúba bonyolódott fivérével, akitől 1023 körül a gazdag Huzesztánt is elhódította, ezzel párhuzamosan pedig felvette az addig általa viselt főemíri címet, és többé nem ismerte el bátyja főségét. A török hadsereg támogatása ellenére nem volt képes rendezni a nomád befolyás alá került Irak és a vallási ellentétek miatt forrongó Bagdad helyzetét, Dzsalál ad-Daula nevű fivérétől sem tudta megszerezni Baszra városát. Uralkodása alatt hadjáratot vezetett az Iszfahánt elfoglaló Kákújidák ellen, akiktől sikerült is visszafoglalnia Hulvánt Mezopotámia és Irán határán, de a dzsibáli buvajhida birtokokat nem tudta visszaszerezni. 1025 májusában halt meg gyermektelenül, így utódja Dzsalál ad-Daula lett.